# 一行寺 (川崎市)
一行寺（いちぎょうじ）は、神奈川県川崎市川崎区にある浄土宗の寺院。

## 歴史
1631年（寛永6年）、顕誉円超によって開山された。当時は川崎宿の災害時の避難所にもなったという。
戦前までは「閻魔寺」として知られ、年2回の「薮入り」の日には縁日が立ち、閻魔座像と地獄極楽図が開帳されていた。しかし第二次世界大戦の戦災で長らく中絶していた。1983年（昭和58年）に本堂等の再建とともに、閻魔像も再造され復活した
墓地には、能書家で川崎宿最初の寺子屋を開いた浅井忠良や富士講の一派「タテカワ講」を開いた満翁徳行（初代西川伊右衛門）の墓がある。

## 交通アクセス
- 京急川崎駅より徒歩2分。